# Manchester United F.C. mùa giải 2016–17
Manchester United mùa giải 2016–17 là mùa giải thứ 25 tại giải bóng đá Ngoại hạng Anh và thứ 42 liên tiếp tại hạng đấu cao nhất nước Anh. Đội bóng có danh hiệu đầu tiên sau khi đánh bại Leicester City với tỉ số 2-1 trong trận tranh FA Community Shield.
Cùng với đó, đội bóng tham dự các giải đấu cúp như Cúp FA, Cúp EFL (tên mới của Football League Cup hay Cúp Liên đoàn Anh), và Europa League. Sau sự ra đi của Louis van Gaal vào cuối mùa giải 2015-16, câu lạc bộ đã bổ nhiệm huấn luyện viên người Bồ Đào Nha José Mourinho theo một hợp đồng có thời hạn ba năm, kèm theo đó là điều khoản gia hạn ít nhất cho tới năm 2020. Năm nay, HLV José Mourinho dã cùng các học trò giành chiến thắng trận Chung kết Cúp EFL 2017.

## Giao hữu trước mùa giải
United bắt đầu mùa giải 2016–17 bằng trận đấu với Wigan Athletic cũng như chuyến du đấu tại Trung Quốc, một trận đấu Supergame tại Göteborg, Thụy Điển với câu lạc bộ Galatasaray của Thổ Nhĩ Kỳ và trận đấu tri ân Wayne Rooney giữa đội và câu lạc bộ Everton trên sân nhà Old Trafford vào ngày 3 tháng 8.
| Ngày                | Đối thủ           | H / A | Tỷ số F–A | Người ghi bàn                                                   | Số khán giả |
| ------------------- | ----------------- | ----- | --------- | --------------------------------------------------------------- | ----------- |
| 16 tháng 7 năm 2016 | Wigan Athletic    | A     | 2–0       | Keane 49', Pereira 58'                                          | 13.314      |
| 22 tháng 7 năm 2016 | Borussia Dortmund | N     | 1–4       | Mkhitaryan 59'                                                  | 60.000      |
| 26 tháng 7 năm 2016 | Manchester City   | N     | —         | Trận đấu bị hủy do điều kiện thi đấu không đảm bảo              | —           |
| 30 tháng 7 năm 2016 | Galatasaray       | N     | 5–2       | Ibrahimović 4', Rooney (2) 55', 58' (p), Fellaini 62', Mata 74' | 30.200      |
| 3 tháng 8 năm 2016  | Everton           | H     | 0–0       |                                                                 | 58.597      |
| 4 tháng 6 năm 2017  | Michael Carrick's | H     | 2–2       | Vidić 28', Carrick '82                                          | 70,027      |

## Siêu cúp Anh
Với việc giành chức vô địch Cúp FA 2016, Manchester United sẽ đối đầu với Leicester City, đội bóng vô địch Giải bóng đá Ngoại hạng Anh 2015-16. Manchester United giành chiến thắng và nâng cao chức vô địch Siêu cúp thứ 21 (trong đó có bốn danh hiệu chia sẻ).
| Ngày               | Đối thủ        | H / A | Tỷ số F–A | Người ghi bàn                | Số người tham dự |
| ------------------ | -------------- | ----- | --------- | ---------------------------- | ---------------- |
| 7 tháng 8 năm 2016 | Leicester City | N     | 2–1       | Lingard 32', Ibrahimović 83' | 85.437           |

## Ngoại hạng Anh
Mùa giải Premier League bắt đầu vào ngày 13 tháng 8 năm 2016 và dự kiến kết thúc vào ngày 21 tháng 5 năm 2017.
| Ngày                 | Đối thủ              | H / A | Kết quả F–A | Người ghi bàn                                   | Lượng khán giả | Vị trí |
| -------------------- | -------------------- | ----- | ----------- | ----------------------------------------------- | -------------- | ------ |
| 14 tháng 8 năm 2016  | Bournemouth          | A     | 3–1         | Mata 40', Rooney 59', Ibrahimović 64'           | 11.355         | 1      |
| 19 tháng 8 năm 2016  | Southampton          | H     | 2–0         | Ibrahimović (2) 36', 52' (p.đ.)                 | 75.326         | 1      |
| 27 tháng 8 năm 2016  | Hull City            | A     | 1–0         | Rashford 90+2'                                  | 24.560         | 2      |
| 10 tháng 9 năm 2016  | Manchester City      | H     | 1–2         | Ibrahimović 42'                                 | 75.272         | 3      |
| 18 tháng 9 năm 2016  | Watford              | A     | 1–3         | Rashford 62'                                    | 21.118         | 7      |
| 24 tháng 9 năm 2016  | Leicester City       | H     | 4–1         | Smalling 22', Mata 37', Rashford 40', Pogba 42' | 75.256         | 6      |
| 2 tháng 10 năm 2016  | Stoke City           | H     | 1–1         | Martial 69'                                     | 75.251         | 6      |
| 17 tháng 10 năm 2016 | Liverpool            | A     | 0–0         |                                                 | 54.000         | 7      |
| 23 tháng 10 năm 2016 | Chelsea              | A     | 0–4         |                                                 | 41.424         | 7      |
| 29 tháng 10 năm 2016 | Burnley              | H     | 0–0         |                                                 | 75.325         | 8      |
| 6 tháng 11 năm 2016  | Swansea              | A     | 3–1         | Pogba 15', Ibrahimović (2) 21', 33'             | 20.938         | 6      |
| 19 tháng 11 năm 2016 | Arsenal              | H     | 1–1         | Mata 68'                                        | 75.264         | 6      |
| 27 tháng 11 năm 2016 | West Ham United      | H     | 1–1         | Ibrahimović 21'                                 | 75.314         | 6      |
| 4 tháng 12 năm 2016  | Everton              | A     | 1–1         | Ibrahimović 42'                                 | 39.550         | 6      |
| 11 tháng 12 năm 2016 | Tottenham Hotspur    | H     | 1–0         | Mkhitaryan 29'                                  | 75.271         | 6      |
| 14 tháng 12 năm 2016 | Crystal Palace       | A     | 2–1         | Pogba 45+2', Ibrahimović 88'                    | 25.547         | 6      |
| 17 tháng 12 năm 2016 | West Bromwich Albion | A     | 2–0         | Ibrahimović (2) 5', 56'                         | 26.308         | 6      |
| 26 tháng 12 năm 2016 | Sunderland           | H     | 3–1         | Blind 39', Ibrahimović 82', Mkhitaryan 86'      | 75.325         | 6      |
| 31 tháng 12 năm 2016 | Middlesbrough        | H     | 2–1         | Martial 85', Pogba 86'                          | 75.314         | 6      |
| 2 tháng 1 năm 2017   | West Ham United      | A     | 2–0         | Mata 63', Ibrahimović 78'                       | 56,996         | 6      |
| 15 tháng 1 năm 2017  | Liverpool            | H     | 1–1         | Ibrahimović 84'                                 | 75.276         | 6      |
| 21 tháng 1 năm 2017  | Stoke City           | A     | 1–1         | Rooney 90+4'                                    | 27.423         | 6      |
| 1 tháng 2 năm 2017   | Hull City            | H     | 0–0         |                                                 | 75.297         | 6      |
| 5 tháng 2 năm 2017   | Leicester City       | A     | 3–0         | Mkhitaryan 42', Ibrahimović 44', Mata 49'       | 32.072         | 6      |
| 11 tháng 2 năm 2017  | Watford              | H     | 2–0         | Mata 32', Martial 60'                           | 75.301         | 6      |
| 4 tháng 3 năm 2017   | Bournemouth          | H     | 1–1         | Rojo 23'                                        | 75,245         | 6      |
| 19 tháng 3 năm 2017  | Middlesbrough        | A     | 3-1         | Fellaini 30', Lingard 62', Valencia '90+3       | 32,689         | 5      |
| 1 tháng 4 năm 2017   | West Bromwich Albion | H     | 0–0         |                                                 | 75,397         | 5      |
| 4 tháng 4 năm 2017   | Everton              | H     | 1–1         | Ibrahimović 90+4' (pen.)                        | 75,272         | 6      |
| 9 tháng 4 năm 2017   | Sunderland           | A     | 3–0         | Ibrahimović 30', Mkhitaryan 46', Rashford 89'   | 43,779         | 5      |
| 16 tháng 4 năm 2017  | Chelsea              | H     | 2–0         | Rashford 7', Herrera 49'                        | 75,272         | 5      |
| 23 tháng 4 năm 2017  | Burnley              | A     | 2–0         | Martial 21', Rooney 39'                         | 21,870         | 5      |
| 27 tháng 4 năm 2017  | Manchester City      | A     | 0–0         |                                                 | 54,176         | 5      |
| 30 tháng 4 năm 2017  | Swansea City         | H     | 1–1         | Rooney 45+3' (pen.)                             | 75,271         | 5      |
| 7 tháng 5 năm 2017   | Arsenal              | A     | 0–2         |                                                 | 60,055         | 5      |
| 14 tháng 5 năm 2017  | Tottenham Hotspur    | A     | 1–2         | Rooney 71'                                      | 31,848         | 6      |
| 17 tháng 5 năm 2017  | Southampton          | A     | 0–0 Pre     |                                                 | 31,425         | 6      |
| 21 tháng 5 năm 2017  | Crystal Palace       | H     | 2–0         | Harrop 15', Pogba 19'                           | 75,254         | 6      |

| VT | Đội               | ST | T  | H  | B  | BT | BB | HS  | Đ  | Giành quyền tham dự hoặc xuống hạng    |
| -- | ----------------- | -- | -- | -- | -- | -- | -- | --- | -- | -------------------------------------- |
| 4  | Liverpool         | 38 | 22 | 10 | 6  | 78 | 42 | +36 | 76 | Lọt vào Vòng play-off Champions League |
| 5  | Arsenal           | 38 | 23 | 6  | 9  | 77 | 44 | +33 | 75 | Lọt vào Vòng bảng Europa League        |
| 6  | Manchester United | 38 | 18 | 15 | 5  | 54 | 29 | +25 | 69 | Lọt vào Vòng bảng Champions League     |
| 7  | Everton           | 38 | 17 | 10 | 11 | 62 | 44 | +18 | 61 | Lọt vào Vòng loại thứ ba Europa League |
| 8  | Southampton       | 38 | 12 | 10 | 16 | 41 | 48 | −7  | 46 |                                        |

1. 1 2  Do hai đội lọt vào chung kết Cúp FA 2016–17 (Arsenal và Chelsea) đều đã có vé dự cúp châu Âu dựa trên thứ hạng của mình, suất dự vòng bảng Europa League của nhà vô địch Cúp FA được chuyển cho đội có thứ hạng gần nhất (đội thứ năm) còn các suất khác giữ nguyên.
2. ↑  Manchester United lọt vào vòng bảng Champions League mùa sau nhờ vô địch UEFA Europa League 2016-17. Họ cũng được quyền dự Vòng loại thứ ba Europa League nhờ vô địch Cúp EFL 2016-17, nhưng suất đó không còn hiệu lực nữa.

## Cúp FA
Manchester United bước vào Cúp FA ở vòng thứ ba với các câu lạc bộ tại Premier League, cũng như với các câu lạc bộ từ Championship. Lễ bốc thăm vòng ba diễn ra vào ngày 5 tháng 12 và United có trận đấu sân nhà gặp đội hạng dưới Reading của Jaap Stam, một người cũ của sân Old Trafford. United có chiến thắng đậm 4–0 vào ngày 7 với các bàn thắng của Wayne Rooney (bàn thắng giúp anh cân bằng kỷ lục ghi 249 bàn của Bobby Charlton cho câu lạc bộ) và Anthony Martial cùng cú đúp của Marcus Rashford. Wigan Athletic của Warren Joyce, cựu huấn luyện viên U-23 Manchester United là đối thủ tại vòng bốn của United. Trận đấu diễn ra ngày 9 tháng 1 trên sân Old Trafford.
| Ngày                | Vòng          | Đối thủ          | H / A | Kết quả F–A | Bàn thắng                                                      | Lượng khán giả |
| ------------------- | ------------- | ---------------- | ----- | ----------- | -------------------------------------------------------------- | -------------- |
| 7 tháng 1 năm 2017  | Vòng 3        | Reading          | H     | 4–0         | Rooney 7', Martial 15', Rashford (2) 75', 79'                  | 74.396         |
| 29 tháng 1 năm 2017 | Vòng 4        | Wigan Athletic   | H     | 4–0         | Fellaini 44', Smalling 57', Mkhitaryan 74', Schweinsteiger 81' | 75.229         |
| 19 tháng 2 năm 2017 | Vòng 5        | Blackburn Rovers | A     | 2–1         | Rashford 27', Ibrahimović 75'                                  | 23.130         |
| 13 tháng 3 năm 2017 | Vòng 6 Tứ Kết | Chelsea          | A     | 0–1         |                                                                | 40,801         |

## Cúp EFL
Là một trong bảy câu lạc bộ bóng đá Anh đủ điều kiện tham dự đấu trường châu Âu trong mùa giải 2015-16, Manchester United bắt đầu vòng ba tại EFL Cup. Lễ bốc thăm cho vòng ba, vòng đấu diễn ra vào ngày 24 tháng 8 năm 2016. Đối thủ đầu tiên của họ là Northampton Town. Trận đấu diễn ra ngày 21 tháng 9 năm 2016 và United giành chiến thắng 3–1 với các bàn thắng của Michael Carrick, Ander Herrera và Marcus Rashford. Alex Revell là người ghi bàn cho Northampton Town từ chấm phạt đền ở phút 42. Lễ bốc thăm phân cặp vòng tiếp theo được tiến hành ngay sau trận đấu và Manchester City là đối thủ của United vào ngày 26 tháng 10. Họ vượt qua đối thủ cùng thành phố với tỉ số 1–0 nhờ bàn thắng duy nhất của Juan Mata. Tại vòng tiếp theo Manchester United đón tiếp West Ham trên sân nhà vào ngày 30 tháng 11 năm 2016.
Vòng 4 của cúp EFL, Manchester United đã đánh bại West Ham United với tỷ số 4–1 vào ngày 30 tháng 11 năm 2016 với cúp đúp của bộ đôi Zlatan Ibrahimović và Anthony Martial trong khi đó đội khách chỉ có bàn thắng duy nhất của cựu tiền đạo đội trẻ United, Ashley Fletcher.
Vòng bán kết là cuộc đối đầu với đội đang chơi ở giải Ngoại hạng, Hull City. Trận lượt đi trên sân nhà, United đã đánh bại Hull City với tỷ số 2-0 vào ngày 10 tháng 1 năm 2017 bởi Juan Mata và Marouane Fellaini. Tuy nhiên, United đã chịu thất thủ 1-2 trên sân vận động KCOM của Hull City ngày 26 tháng 1 năm 2017. Tuy vậy từng đó cũng giúp Quỷ Đỏ bước vào trận chung kết với Southampton và giành chiến thắng sau cú đúp của Ibrahimović và Lingard
| Ngày                 | Vòng                 | Đối thủ          | H / A | Kết quả F–A | Người ghi bàn                                   | Lượng khán giả |
| -------------------- | -------------------- | ---------------- | ----- | ----------- | ----------------------------------------------- | -------------- |
| 21 tháng 9 năm 2016  | Vòng 3               | Northampton Town | A     | 3–1         | Carrick 17', Herrera 68', Rashford 75'          | 7.798          |
| 24 tháng 10 năm 2016 | Vòng 4               | Manchester City  | H     | 1–0         | Mata 54'                                        | 74.196         |
| 30 tháng 11 năm 2016 | Vòng 5               | West Ham         | H     | 4–1         | Ibrahimović (2) 2', 90+3', Martial (2) 48', 62' | 65.269         |
| 10 tháng 1 năm 2017  | Vòng bán kết lượt đi | Hull City        | H     | 2–0         | Mata 56', Fellaini 87'                          | 65.798         |
| 26 tháng 1 năm 2017  | Vòng bán kết lượt về | Hull City        | A     | 1–2         | Pogba 66'                                       | 16.831         |
| 26 tháng 2 năm 2017  | Chung kết            | Southampton      | N     | 3–2         | Ibrahimović (2) 19', 87', Lingard 38'           | 85.264         |

## UEFA Europa League

### Vòng bảng
Với tư cách là đội vô địch Cúp FA, United bắt đầu Europa League từ vòng bảng. Lễ bốc thăm diễn ra vào ngày 26 tháng 8 năm 2016 đã xác định các đối thủ của United gồm: á quân giải quốc gia Thổ Nhĩ Kỳ, Fenerbahçe; nhà vô địch cúp quốc gia Hà Lan, Feyenoord Rotterdam; đội hạng tư giải Ukraina, Zorya Luhansk. Trước đây đội từng hai lần đối đầu với Fenerbahçe tại cúp châu Âu (mùa 1996–97 và 2004–05) và một lần với Feyenoord (1997–98). Manchester United sẽ tới Hà Lan đầu tiên để gặp Feyenoord vào ngày 15 tháng 9, hai tuần sau đó là trận sân nhà với Zorya Luhansk, sau đó là hai trận cuộc đối đầu liên tiếp với Fenerbahçe, lần lượt tại Anh và Thổ Nhĩ Kỳ. Vòng bảng khép lại với các trận lượt về với Feyenoord và Zorya Luhansk. Do tình hình chiến sự tại Donbass, trận sân khách với Zorya Luhansk sẽ diễn ra tại sân Chornomorets ở Odessa.
| Ngày                 | Đối thủ             | H / A | Kết quả F–A | Người ghi bàn                                          | Số khán giả | Xếp hạng |
| -------------------- | ------------------- | ----- | ----------- | ------------------------------------------------------ | ----------- | -------- |
| 15 tháng 9 năm 2016  | Feyenoord Rotterdam | A     | 0–1         |                                                        | 31.000      | Thứ 4    |
| 29 tháng 9 năm 2016  | Zorya Luhansk       | H     | 1–0         | Ibrahimović 69'                                        | 58.179      | Thứ 3    |
| 20 tháng 10 năm 2016 | Fenerbahçe          | H     | 4–1         | Pogba (2) 31' (p), 45+2', Martial 34' (p), Lingard 48' | 71.000      | Thứ 2    |
| 3 tháng 11 năm 2016  | Fenerbahçe          | A     | 1–2         | Rooney 89'                                             | 35.378      | thứ 3    |
| 24 tháng 11 năm 2016 | Feyenoord           | H     | 4–0         | Rooney 35', Mata 69', Jones 75' (o.g.), Lingard 90+2'  | 64.628      | Thứ 2    |
| 8 tháng 12 năm 2016  | Zorya Luhansk       | A     | 2–0         | Mkhitaryan 48', Ibrahimović 88'                        | 25.900      | Thứ 2    |

| VT | Đội               | ST | T | H | B | BT | BB | HS | Đ  | Giành quyền tham dự                     |
| -- | ----------------- | -- | - | - | - | -- | -- | -- | -- | --------------------------------------- |
| 1  | Fenerbahçe        | 6  | 4 | 1 | 1 | 8  | 6  | +2 | 13 | Giành quyền vào vòng đấu loại trực tiếp |
| 2  | Manchester United | 6  | 4 | 0 | 2 | 12 | 4  | +8 | 12 | Giành quyền vào vòng đấu loại trực tiếp |
| 3  | Feyenoord         | 6  | 2 | 1 | 3 | 3  | 7  | −4 | 7  |                                         |
| 4  | Zorya Luhansk     | 6  | 0 | 2 | 4 | 2  | 8  | −6 | 2  |                                         |

### Vòng đấu loại trực tiếp

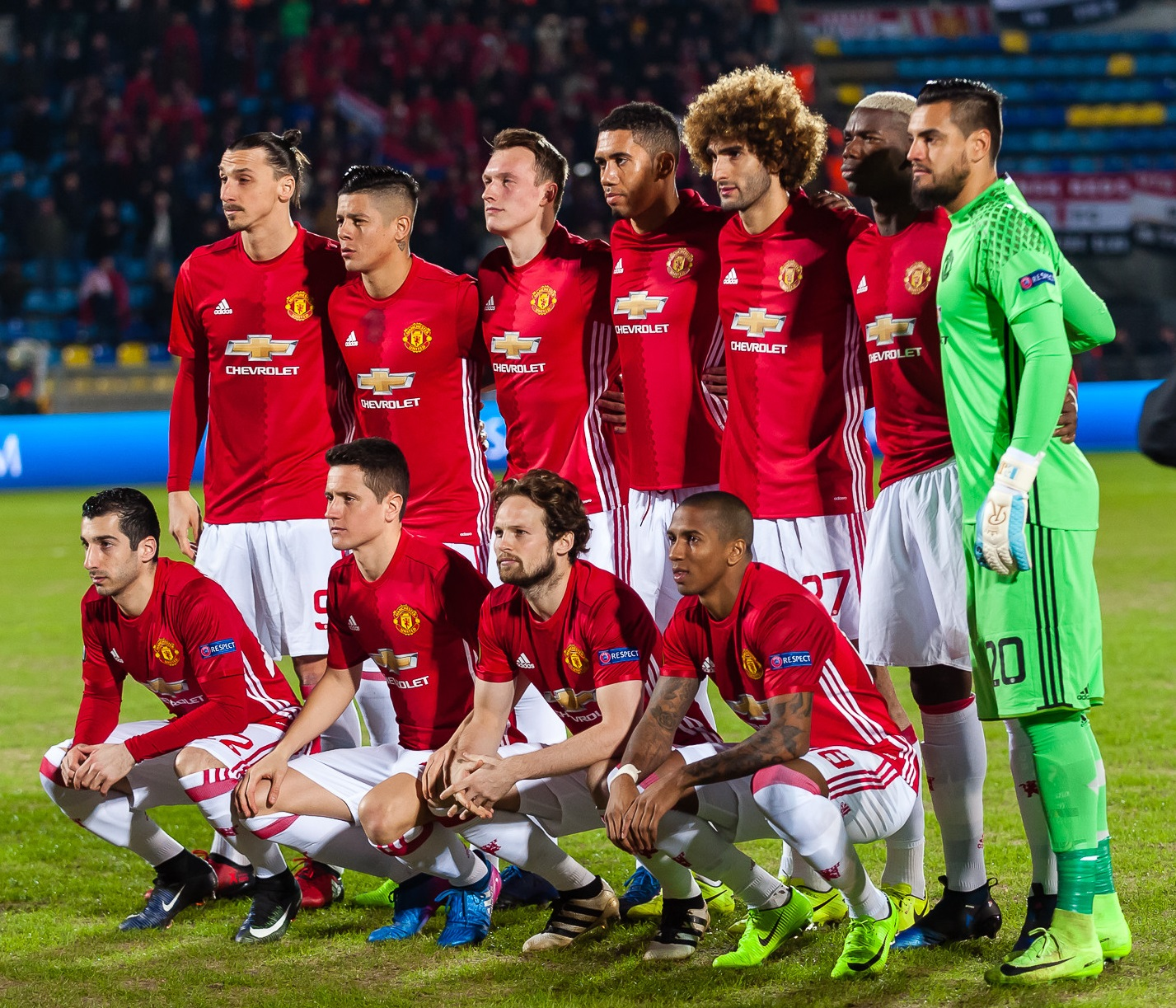
Cầu thủ của đội Manchester United players sau trận đấu với đối thủ là Rostov

Lễ bốc thăm vòng 32 đội diễn ra vào ngày 12 tháng 12 chứng kiến Manchester United được xếp cặp với Saint-Étienne của Pháp, đội đầu bảng C. Đây cũng là cuộc hội  ngộ của Paul Pogba với người anh trai Florentin. Trận đối đầu duy nhất trước đây của Manchester United với Saint-Étienne là vòng một Cúp C2 châu Âu 1977-78. Ở trận lượt đi trên sân nhà, Zlatan Ibrahimovic ghi cú hat trick đầu tiên cho Quỷ Đỏ, trong khi tại Pháp, United có chiến thắng tối thiểu với pha lập công của Henrikh Mkhitaryan để loạt vào vòng 16 đội gặp FC Rostov của Nga.
| Ngày                | Vòng                | Đối thủ       | H / A | Kết quả F–A | Bàn thắng                            | Khán giả |
| ------------------- | ------------------- | ------------- | ----- | ----------- | ------------------------------------ | -------- |
| 16 tháng 2 năm 2017 | Vòng 32 đội Lượt đi | Saint-Étienne | H     | 3–0         | Ibrahimović (3) 15', 75', 88' (pen.) | 67,192   |
| 22 tháng2 năm 2017  | Vòng 32 đội Lượt về | Saint-Étienne | A     | 1–0         | Mkhitaryan 16'                       | 41,492   |
| 9 tháng 3 năm 2017  | Vòng 16 đội Lượt đi | FC Rostov     | A     | 1–1         | Mkhitaryan 35'                       | 14,223   |
| 16 tháng 3 năm 2017 | Round of 16 Lượt đi | FC Rostov     | H     | 1–0         | Mata 70'                             | 64,361   |
| 13 tháng 4 năm 2017 | Tứ kết Lượt đi      | Anderlecht    | A     | 1–1         | Mkhitaryan 36'                       | 20,000   |
| 20 tháng 4 năm 2017 | Tứ kếts Lượt về     | Anderlecht    | H     | 2–1 (h.p.)  | Mkhitaryan 10', Rashford 107'        | 71,496   |
| 4 tháng 5 năm 2017  | Bán kết Lượt đi     | Celta Vigo    | A     | 1–0         | Rashford 67'                         | 26,000   |
| 11 tháng 5 năm 2017 | Bán kết Lượt về     | Celta Vigo    | H     | 1–1         | Fellaini 17'                         | 75,138   |
| 24 tháng 5 năm 2017 | Chung kết           | Ajax          | N     | 2–0         | Pogba 18', Mkhitaryan 48'            | 46,961   |

## Thống kê đội hình
Tính đến ngày 21 tháng 4 năm 2017
| Số | VT | Tên                       | Premier League | Premier League | Cúp FA | Cúp FA | Cúp EFL | Cúp EFL | Châu Âu | Châu Âu | Khác | Khác | Tổng   | Tổng | Thẻ | Thẻ |
| Số | VT | Tên                       | Trận           | Bàn            | Trận   | Bàn    | Trận    | Bàn     | Trận    | Bàn     | Trận | Bàn  | Trận   | Bàn  |     |     |
| -- | -- | ------------------------- | -------------- | -------------- | ------ | ------ | ------- | ------- | ------- | ------- | ---- | ---- | ------ | ---- | --- | --- |
| 1  | TM | David de Gea              | 35             | 0              | 1      | 0      | 5       | 0       | 3       | 0       | 1    | 0    | 45     | 0    | 2   | 0   |
| 3  | HV | Eric Bailly               | 24(1)          | 0              | 0      | 0      | 1       | 0       | 11      | 0       | 1    | 0    | 37(1)  | 0    | 7   | 2   |
| 4  | HV | Phil Jones                | 18             | 0              | 1(1)   | 0      | 3       | 0       | 3       | 0       | 0    | 0    | 25(1)  | 0    | 3   | 0   |
| 5  | HV | Marcos Rojo               | 18(3)          | 1              | 4      | 0      | 5       | 0       | 8(2)    | 0       | 0(1) | 0    | 35(6)  | 1    | 5   | 0   |
| 6  | TV | Paul Pogba                | 29(1)          | 5              | 1(1)   | 0      | 4       | 1       | 15      | 3       | 0    | 0    | 49(2)  | 9    | 10  | 0   |
| 7  | TĐ | Memphis Depay             | 0(4)           | 0              | 0      | 0      | 1       | 0       | 0(3)    | 0       | 0    | 0    | 1(7)   | 0    | 1   | 0   |
| 8  | TV | Juan Mata                 | 19(6)          | 6              | 2(1)   | 0      | 3       | 2       | 8(1)    | 2       | 0(1) | 0    | 31(9)  | 10   | 4   | 0   |
| 9  | TĐ | Zlatan Ibrahimović        | 27(1)          | 17             | 0(1)   | 1      | 4(1)    | 4       | 9(2)    | 5       | 1    | 1    | 41(4)  | 28   | 8   | 0   |
| 10 | TĐ | Wayne Rooney (Đội trưởng) | 15(10)         | 6              | 2      | 1      | 3(1)    | 0       | 4(2)    | 2       | 1    | 0    | 25(13) | 8    | 9   | 0   |
| 11 | TĐ | Anthony Martial           | 18(7)          | 4              | 3      | 1      | 2(1)    | 2       | 4(5)    | 1       | 1    | 0    | 28(13) | 8    | 3   | 0   |
| 12 | HV | Chris Smalling            | 13(5)          | 1              | 4      | 1      | 4       | 0       | 7(2)    | 0       | 0    | 0    | 28(7)  | 2    | 0   | 0   |
| 14 | MF | Jesse Lingard             | 18(7)          | 1              | 1(1)   | 0      | 2(2)    | 1       | 6(3)    | 2       | 1    | 1    | 28(13) | 5    | 6   | 0   |
| 15 | MF | Adnan Januzaj             | 0              | 0              | 0      | 0      | 0       | 0       | 0       | 0       | 0    | 0    | 0      | 0    | 0   | 0   |
| 16 | MF | Michael Carrick (vc)      | 18(5)          | 0              | 2      | 0      | 4(1)    | 1       | 5(2)    | 0       | 1    | 0    | 30(8)  | 1    | 1   | 0   |
| 17 | DF | Daley Blind               | 21(3)          | 1              | 1      | 0      | 2(1)    | 0       | 9(1)    | 0       | 1    | 0    | 34(5)  | 1    | 4   | 0   |
| 18 | MF | Ashley Young              | 8(4)           | 0              | 3      | 0      | 1       | 0       | 3(4)    | 0       | 0    | 0    | 15(8)  | 0    | 5   | 0   |
| 19 | TV | Marcus Rashford           | 16(16)         | 5              | 3      | 3      | 3(3)    | 1       | 7(3)    | 2       | 0(1) | 0    | 29(23) | 11   | 3   | 0   |
| 20 | TM | Sergio Romero             | 2              | 0              | 3      | 0      | 1       | 0       | 11      | 0       | 0    | 0    | 17     | 0    | 0   | 0   |
| 21 | TV | Ander Herrera             | 27(4)          | 1              | 2(1)   | 0      | 6       | 1       | 8       | 0       | 0(1) | 0    | 43(6)  | 2    | 13  | 2   |
| 22 | TV | Henrikh Mkhitaryan        | 14(9)          | 4              | 3      | 1      | 2       | 0       | 9(1)    | 5       | 0(1) | 0    | 28(11) | 10   | 3   | 0   |
| 23 | HV | Luke Shaw                 | 9(2)           | 0              | 1      | 0      | 2       | 0       | 4       | 0       | 1    | 0    | 17(2)  | 0    | 1   | 0   |
| 24 | HV | Timothy Fosu-Mensah       | 1(3)           | 0              | 1(1)   | 0      | 1       | 0       | 1(3)    | 0       | 0    | 0    | 4(7)   | 0    | 1   | 0   |
| 25 | TV | Antonio Valencia          | 28(1)          | 1              | 1      | 0      | 3       | 0       | 7(1)    | 0       | 1    | 0    | 40(2)  | 1    | 7   | 0   |
| 27 | TV | Marouane Fellaini         | 18(10)         | 1              | 2(1)   | 1      | 0(5)    | 1       | 6(3)    | 1       | 1    | 0    | 27(19) | 4    | 9   | 1   |
| 28 | TV | Morgan Schneiderlin       | 0(3)           | 0              | 0      | 0      | 1(1)    | 0       | 2       | 0       | 0(1) | 0    | 3(5)   | 0    | 1   | 0   |
| 31 | TV | Bastian Schweinsteiger    | 0              | 0              | 1(1)   | 1      | 0(1)    | 0       | 0(1)    | 0       | 0    | 0    | 1(3)   | 1    | 0   | 0   |
| 32 | TM | Sam Johnstone             | 0              | 0              | 0      | 0      | 0       | 0       | 0       | 0       | 0    | 0    | 0      | 0    | 0   | 0   |
| 35 | TV | Demetri Mitchell          | 1              | 0              | 0      | 0      | 0       | 0       | 0       | 0       | 0    | 0    | 1      | 0    | 0   | 0   |
| 36 | HV | Matteo Darmian            | 15(3)          | 0              | 2      | 0      | 2       | 0       | 6       | 0       | 0    | 0    | 25(3)  | 0    | 3   | 0   |
| 38 | HV | Axel Tuanzebe             | 4              | 0              | 0(1)   | 0      | 0       | 0       | 0       | 0       | 0    | 0    | 4(1)   | 0    | 0   | 0   |
| 39 | TV | Scott McTominay           | 1(1)           | 0              | 0      | 0      | 0       | 0       | 0       | 0       | 0    | 0    | 1(1)   | 0    | 1   | 0   |
| 40 | TM | Joel Castro Pereira       | 1              | 0              | 0(1)   | 0      | 0       | 0       | 0       | 0       | 0    | 0    | 1(1)   | 0    | 0   | 0   |
| 43 | HV | Cameron Borthwick-Jackson | 0              | 0              | 0      | 0      | 0       | 0       | 0       | 0       | 0    | 0    | 0      | 0    | 0   | 0   |
| 44 | TV | Andreas Pereira           | 0              | 0              | 0      | 0      | 0       | 0       | 0       | 0       | 0    | 0    | 0      | 0    | 0   | 0   |
| 46 | TĐ | Josh Harrop               | 1              | 1              | 0      | 0      | 0       | 0       | 0       | 0       | 0    | 0    | 1      | 1    | 0   | 0   |
| 47 | TV | Angel Gomes               | 0(1)           | 0              | 0      | 0      | 0       | 0       | 0       | 0       | 0    | 0    | 0(1)   | 0    | 0   | 0   |
| —  | —  | Phản lưới nhà             | –              | 0              | –      | 0      | –       | 0       | –       | 1       | –    | 0    | –      | 1    | –   | –   |

## Chuyển nhượng

### Chuyển đến
| Ngày               | Vị trí | Tên                | Từ                  | Mức phí       |
| ------------------ | ------ | ------------------ | ------------------- | ------------- |
| 6 tháng 6 năm 2016 | DF     | Eric Bailly        | Villarreal          | Không tiết lộ |
| 1 tháng 7 năm 2016 | FW     | Zlatan Ibrahimović | Paris Saint-Germain | Miễn phí      |
| 6 tháng 7 năm 2016 | MF     | Henrikh Mkhitaryan | Borussia Dortmund   | Không tiết lộ |
| 9 tháng 8 năm 2016 | MF     | Paul Pogba         | Juventus            | 89 triệu bảng |

### Rời đi
| Ngày đến            | Vị trí | Tên cầu thủ            | Từ câu lạc bộ       | Mức phí        |
| ------------------- | ------ | ---------------------- | ------------------- | -------------- |
| 10 tháng 6 năm 2016 | TM     | George Dorrington      | Giải phóng hợp đồng | Miễn phí       |
| 10 tháng 6 năm 2016 | TM     | Víctor Valdés          | Giải phóng hợp đồng | Miễn phí       |
| 10 tháng 6 năm 2016 | TV     | Nick Powell            | Giải phóng hợp đồng | Miễn phí       |
| 10 tháng 6 năm 2016 | TV     | Oliver Rathbone        | Giải phóng hợp đồng | Miễn phí       |
| 12 tháng 7 năm 2016 | HV     | Tyler Reid             | Swansea City        | Không tiết lộ  |
| 12 tháng 7 năm 2016 | TV     | Joe Rothwell           | Oxford United       | Không tiết lộ  |
| 12 tháng 7 năm 2016 | TĐ     | Ashley Fletcher        | West Ham United     | Miễn phí       |
| 13 tháng 7 năm 2016 | HV     | Jimmy Dunne            | Burnley             | Miễn phí       |
| 13 tháng 7 năm 2016 | TM     | Oliver Byrne           | Cardiff City        | Miễn phí       |
| 11 tháng 8 năm 2016 | HV     | Paddy McNair           | Sunderland          | 5,5 triệu bảng |
| 11 tháng 8 năm 2016 | HV     | Donald Love            | Sunderland          | 5,5 triệu bảng |
| 22 tháng 8 năm 2016 | HV     | Tyler Blackett         | Reading             | Không tiết lộ  |
| 30 tháng 8 năm 2016 | TĐ     | Will Keane             | Hull City           | Không tiết lộ  |
| 31 tháng 8 năm 2016 | TV     | James Weir             | Hull City           | Không tiết lộ  |
| 12 tháng 1 năm 2017 | MF     | Morgan Schneiderlin    | Everton             | 24 triệu £     |
| 20 tháng 1 năm 2017 | FW     | Memphis Depay          | Lyon                | 25 triệu €     |
| 28 tháng 1 năm 2017 | MF     | Sean Goss              | Queens Park Rangers | 500.000 £      |
| 2 tháng 2 năm 2017  | DF     | Sadiq El Fitouri       | Chesterfield        | Miễn phí       |
| 29 tháng 3 năm 2017 | MF     | Bastian Schweinsteiger | Chicago Fire        | Không tiết lộ  |

1. ↑  Sau khi giải phóng hợp đồng, Dorrington ký hợp đồng với Huddersfield Town.[15]
2. ↑  Sau khi giải phóng hợp đồng, Valdés ký hợp đồng với Middlesbrough.[17]
3. ↑  Sau khi giải phóng hợp đồng, Powell ký hợp đồng với Wigan Athletic.[19]
4. ↑  Sau khi giải phóng hợp đồng, Rathbone ký hợp đồng với Rochdale.[20]

### Cho mượn
| Từ ngày             | Tới ngày            | Vị trí | Tên                       | Điểm đến                |
| ------------------- | ------------------- | ------ | ------------------------- | ----------------------- |
| 23 tháng 7 năm 2016 | 30 tháng 6 năm 2017 | HV     | Guillermo Varela          | Eintracht Frankfurt     |
| 12 tháng 8 năm 2016 | 30 tháng 6 năm 2017 | TV     | Adnan Januzaj             | Sunderland              |
| 20 tháng 8 năm 2016 | 30 tháng 6 năm 2017 | TĐ     | James Wilson              | Derby County            |
| 22 tháng 8 năm 2016 | 30 tháng 6 năm 2017 | HV     | Cameron Borthwick-Jackson | Wolverhampton Wanderers |
| 26 tháng 8 năm 2016 | 30 tháng 6 năm 2017 | TV     | Andreas Pereira           | Granada                 |
| 31 tháng 8 năm 2016 | 1 tháng 1 năm 2017  | TM     | Dean Henderson            | Grimsby Town            |
| 31 tháng 8 năm 2016 | 30 tháng 6 năm 2017 | TM     | Joel Castro Pereira       | Belenenses              |
| 5 tháng 1 năm 2017  | 30 tháng 6 năm 2017 | GK     | Sam Johnstone             | Aston Villa             |
| 17 tháng 1 năm 2017 | 30 tháng 6 năm 2017 | DF     | Joe Riley                 | Sheffield United        |